# Farmacologie
De humane farmacologie of geneesmiddelenleer is farmaceutische wetenschap die zich richt op de interactie tussen geneesmiddelen en het menselijk lichaam. In de farmacologie bestudeert men hoe chemische stoffen invloed hebben op en beïnvloed worden door de fysiologie van een levend wezen.
Farmacologen bestuderen de biochemische eigenschappen, functies en effecten van medicijnen. Daarbij maken ze gebruik van inzichten uit de chemische biologie, celbiologie en klinische wetenschappen om te begrijpen hoe een geneesmiddel zijn weg vindt door het lichaam, hoe het binnen het lichaam wordt omgezet of verwerkt, en hoe het zijn effect uitoefent, zoals een verandering in de cellulaire signaaltransductie.
De klassieke farmacologie valt uiteen in twee deelgebieden: de farmacokinetiek en de farmacodynamiek. De farmacokinetiek beschrijft de wijze waar een geneesmiddel in het lichaam aan onderworpen wordt, zoals absorptie, distributie, metabolisatie en excretie. De farmacodynamiek beschrijft de wijze waarop geneesmiddelen invloed hebben op het lichaam, bijvoorbeeld aan welke receptoren of enzymen ze binden. De uitkomst van farmacokinetische en farmacodynamische processen, die zich gelijktijdig in het lichaam afspelen, bepalen uiteindelijk het farmacologisch profiel van een stof.

## Beroep
Iemand die onderzoek doet in de farmacologie wordt een farmacoloog genoemd. Deze heeft een biomedische opleiding en houdt zich bezig met het wetenschappelijk onderzoek naar de werking van geneesmiddelen of, als klinisch farmacoloog, met de keuze van de medicamenteuze therapie voor patiënten.
Enkele bekende farmacologen zijn:
- John Jacob Abel
- Al-Kindi
- Henry Hallett Dale
- Pedanius Dioscorides
- Gertrude Elion
- Ulf von Euler
- Howard Walter Florey
- Robert F. Furchgott
- Theophile Godfraind
- George H. Hitchings
- Paul Janssen
- Otto Loewi
- Rudolf Magnus
- Ferid Murad
- Peter Moleman
- Alexander Shulgin
- John Robert Vane
- David de Wied
- Douwe Breimer
- Corneel Heymans